# Nardi Suxo
Nardi Elizabeth Suxo Iturry (La Paz, Bolivia; 23 de febrero de 1955) es una abogada, socióloga y política boliviana que ocupó el alto cargo de ministra de Transparencia Institucional y Lucha Contra la Corrupción de Bolivia desde el 23 de enero de 2006 hasta el 23 de enero de 2015, durante el primer y segundo gobierno del presidente Evo Morales Ayma. Fue también la embajadora de Bolivia en Austria durante el año 2019.
Durante su larga permanencia de casi una década (9 años) como ministra de transparencia institucional y lucha contra la corrupción, el Estado Boliviano logró recuperar 115 millones de dólares (alrededor de 800 millones de bolivianos) ganando más de 100 juicios, por diferentes delitos de corrupción en distintos casos.

## Biografía
Nardi Suxo nació el 23 de febrero de 1955 en la ciudad de La Paz, Bolivia. Aunque otras versiones, señalan que Nardi Suxo habría nacido en Perú en la localidad de Pomata del Departamento de Puno el 26 de septiembre de 1955. Sus padres son Humberto Suxo y Yolanda Angélica Iturry Gutiérrez
Comenzó sus estudios escolares en 1961, saliendo bachiller el año 1972 en su ciudad natal. En 1979, ingresó a la carrera de derecho de la Universidad Católica Boliviana San Pablo graduándose como abogada de profesión en 1985. Se graduó ctmabién como socióloga años después, obteniendo además un diplomado en derechos humanos.
Durante su vida laboral se desempeñó como directora del Centro Carter en Bolivia. Fue delegada adjunta segunda en el área de derechos humanos del defensor del pueblo y ocupó también el cargo de directora del Instituto de Investigaciones Jurídicas de la Universidad Católica Boliviana. 

### Ministra de Estado
Con la llegada a la presidencia de Bolivia de Evo Morales Ayma, Nardi Suxo se convirtió en una de las primeras ministras del gobierno socialista. El 23 de enero de 2006, el presidente de Bolivia Evo Morales Ayma la posesionó en el cargo de ministra del reciente creado ministerio de Transparencia Institucional y Lucha contra la Corrupción. Cabe mencionar, que Nardi Suxo, permaneció en el cargo durante casi una década (9 años), convirtiéndose de esa manera en la ministra que por más tiempo estuvo en el cargo ministerial, al igual que los ministros Luis Arce Catacora y David Choquehuanca Céspedes y Roberto Iván Aguilar Gómez
Durante sus gestiones como ministra se pudo recuperar alrededor de 115 millones de dólares para el estado boliviano, además de haber denunciado a uno principales dirigentes políticos del partido oficialista del Movimiento al Socialismo Santos Tito (expresidente de Yacimientos Petrolíferos Fiscales Bolivianos YPFB) por malversación de dinero estatal.
También se realizaron diferentes campañas de concientización de la población boliviana, con la caravana de la transparencia, la cual recorría diferentes localidades y ciudades del país.
Nardi Suxo dejó el cargo de ministra de Lucha contra la Corrupción el 22 de enero de 2015, en su reemplazó asumió el cargo Lenny Valdivia.

### Embajadora
El 22 de mayo de 2019, Nardi Suxo fue designada como embajadora de Bolivia en Austria por la Cámara de Senadores de Bolivia en sesión reservada.
El 2 de junio de 2019, fue posesionada en el cargo de embajadora por el entonces Canciller de Bolivia Diego Pary Rodríguez. Pero Nardi Suxo ocuparía dicho cargo por un breve tiempo de 5 meses, cuando fue destituida el 15 de noviembre de 2019 por el nuevo gobierno de la presidenta Jeanine Áñez Chávez a través de su canciller Karen Longaric, la cual cesó de sus funciones de embajadora a la ex ministra Nardi Suxo.